# Melkbosstrand
Melkbosstrand (afrikaanska för "milkbush-strand") är en kuststad belägen på Sydafrikas sydvästkust, cirka 30 km norr om Kapstaden. Den ingår i Kapstadens storstadskommun, som administrerar Kapstaden och dess omkringliggande storstadsområde.
Staden har fått sitt namn efter en art inom familjen emblikaväxter (Euphorbiaceae) som växer på dynerna och avger en mjölkliknande vätska. Den kallas vanligtvis enbart för Melkbos. Staden, tillsammans med sin 7 km långa sandstrand, ligger vid Atlanten med Blouberg-berget i öster. Stranden är populär bland surfare. Den är en av landningspunkterna för undervattenskabelsystemen South Africa-Far East, South Atlantic/West Africa och Equiano.
Melkbosstrand ligger i Blaauwberg-regionen och blev en del av denna vid omdragningen av storstadsgränserna efter Sydafrikas demokratisering 1994. Närmaste grannstäder är Blouberg i söder och Atlantis i nordost. Melkbos är skyddat från urbanisering tack vare sin placering i en omfattande naturvårdszon i söder, som fungerar som en buffert mot Bloubergs expansion, samt säkerhetszonerna kring Koeberg kärnkraftverk i norr. Detta har bidragit till att Melkbosstrand fortsatt är en orörd badort.